# 6639 Марші
6639 Марші (6639 Marchis) — астероїд головного поясу, відкритий 25 вересня 1989 року.
Тіссеранів параметр щодо Юпітера — 3,189.